# أوغول بيغ
أوغول‌ بيغ هي قرية في مقاطعة تكاب، إيران. عدد سكان هذه القرية هو 1,236 في سنة 2006.